# Britisch Kurzhaar

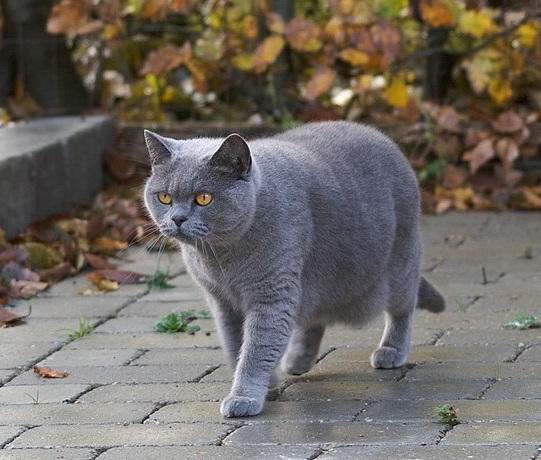
Britisch-Kurzhaar-Katze

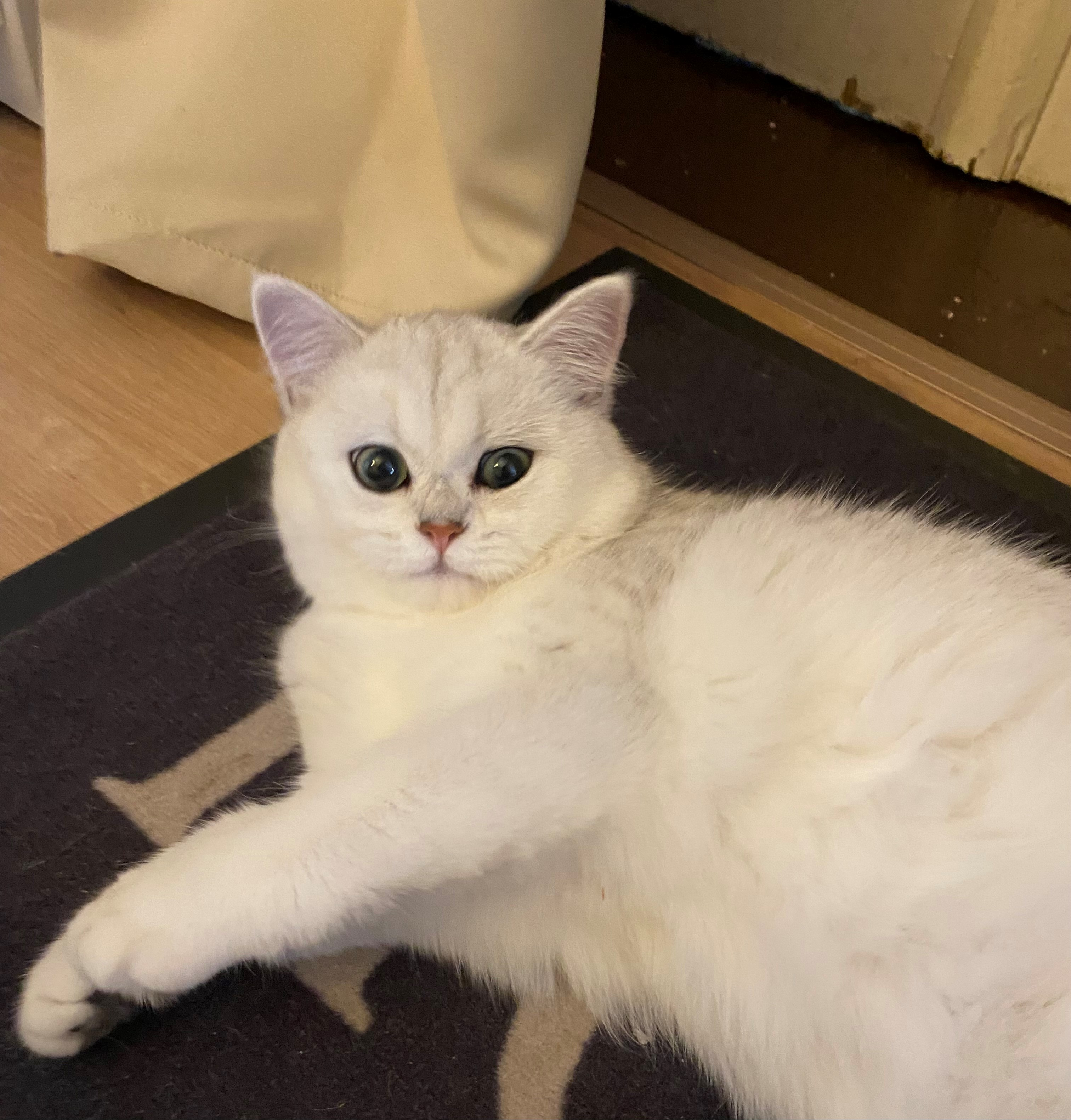
Weiße Britisch-Kurzhaar-Katze (8 Monate alt). Erst mit etwa sechs Monaten bekommen sie ihre graue Zeichnung an Kopf, Rücken und Schwanz.

Die Britisch Kurzhaar (abgekürzt: BKH, englisch British Shorthair) ist eine Rassekatze. Die Rasse ist seit Ende des 19. Jahrhunderts bekannt und wird seit über 100 Jahren gezielt gezüchtet. 

## Allgemeines
Die ersten Katzen brachten vermutlich bereits die Römer mit nach Großbritannien. Über Jahrhunderte waren die britischen Hauskatzen auf den Inseln weitgehend isoliert. Erst Mitte des 19. Jahrhunderts begann man, auf dieser Basis die Britisch Kurzhaar gezielt auf Farbe und Typ hin zu züchten. Im Jahr 1871 wurden in England die ersten Katzen der Rasse British Shorthair im Crystal Palace ausgestellt. Als in der Zeit nach den Weltkriegen der Zuchtbestand stark zurückgegangen war, versuchten einige Züchter, die Rasse durch Auskreuzen mit anderen Rassen wieder zu stärken. Nachdem Versuche gescheitert waren, unregistrierte Hauskatzen zur Kreuzung einzusetzen, fiel die Wahl auf Perserkatzen. Man versprach sich durch diese Kreuzung vor allem eine Verbesserung des Typs der Britisch Kurzhaar. Weitere Kreuzungen fanden mit der Kartäuserkatze statt, deren Zuchtbestand ebenfalls durch die Kriege gelitten hatte. Aufgrund einer Angleichung der beiden Rassen wurden die Britisch Kurzhaar und die Kartäuserkatze oder Chartreux 1970 vom Zuchtverband FIFe zusammengefasst. Alle blauen Katzen wurden danach als Kartäuser, alle Katzen anderer Farben als Britisch Kurzhaar geführt. Diese Einteilung wurde 1977 nach Protesten der Züchter der ursprünglichen Kartäuser wieder zurückgenommen.
Die blaue Britisch Kurzhaar wird im Volksmund – aber zu Unrecht und irreführend – immer noch Kartäuser genannt und in manchen Zuchtvereinen auch unter diesem Namen geführt. Doch man kann heute die blaue Britisch Kurzhaar nicht mehr mit der echten Kartäuserkatze, der Chartreux, verwechseln, da sie sich durch gezielte Zucht vor allem im Körperbau deutlich von der echten Kartäuser unterscheidet. Die eingekreuzten Perserkatzen bewirken, dass der Körperbau der Britisch Kurzhaar massiv, kurz und gedrungen ist, während die Figur der echten Kartäuser eher einer naturbelassenen Hauskatze entspricht.
In den 1980er-Jahren spaltete sich die Europäisch Kurzhaar, die zuvor ebenfalls mit der Britisch Kurzhaar in einer Klasse gezeigt worden war, von der BKH ab. In den USA wurde die Britisch Kurzhaar erst 1980 vom Zuchtverband CFA anerkannt.

## Charakter und Aussehen
Die Britisch-Kurzhaar-Katze ist eher ruhig und vor allem im Vergleich mit Orientalen nicht zu lebhaft. Sie hat ein kurzes und dichtes Fell, das fest im Griff (crisp) ist. Es zeichnet sich durch sehr viel Unterwolle aus, sodass es leicht aufspringt. Weil nach den Weltkriegen wegen der knappen Zuchtbestände Perser eingezüchtet wurden, sind ab und zu langhaarige Briten im Wurf. Am 1. Januar 2002 entschied die FIFé, dass nur kurzhaarige Katzen als Briten bezeichnet werden dürfen. Dadurch wurden die BKH mit halblangen Haaren für eine ganze Zeit ins Abseits gedrängt. Inzwischen ist diese Form der BKH als Britisch Langhaar (BLH) bei den meisten Verbänden anerkannt (z. B. seit August 2008 von der WCF und vom Mai 2009 bei der TICA). Sie haben lediglich halblanges Haar (auch mit starker Unterwolle wie die BKH, aber im Gegensatz zur Perserkatze Semilanghaar) und werden auch Highlander, Lowlander oder Britannica genannt.
Britisch-Kurzhaar-Katzen sind muskulös und kraftvoll gebaut, ihre Beine kurz und stämmig, die Pfoten groß und rund, der Schwanz etwas kürzer als bei anderen Rassen. Alles an ihr ist rund: die breite Brust, der Kopf, die breit gesetzten kurzen Ohren sowie die großen, ausdrucksstarken Augen. BKH-Katzen entwickeln sich eher langsam. Die volle Größe wird erst ab zwei Jahren erreicht. Ein normal entwickelter Kater wird zwischen 7 und 8 kg, Katzen zwischen 4 und 6 kg schwer.
Im Gegensatz zu vielen anderen Katzenrassen ist die typische Britisch Kurzhaar in der Regel nicht wasserscheu.
Die charakteristische Farbe der Augen ist orange oder kupfer, bei den Silbervarietäten meist grün, bei den Points blau. Bis heute kennt man über 50 Farbvariationen der Britisch Kurzhaar. Diese lassen sich in die Kategorien Vollfarben, Bicolor und Point einteilen. Des Weiteren gibt es noch die bekannte Tabby-Zeichnung. Zu den Vollfarben zählen Weiß, Schwarz, Blau, Chocolate, Lilac, Cinnamon, Fawn, Rot und Creme grau 
. Diese Farben werden bei den Bicolor- und Point-Varianten mit Weiß kombiniert. Die beliebtesten und bekanntesten Farb-Variationen sind: Blau und Silber-Tabby in Classic, Spotted und Mackerel.

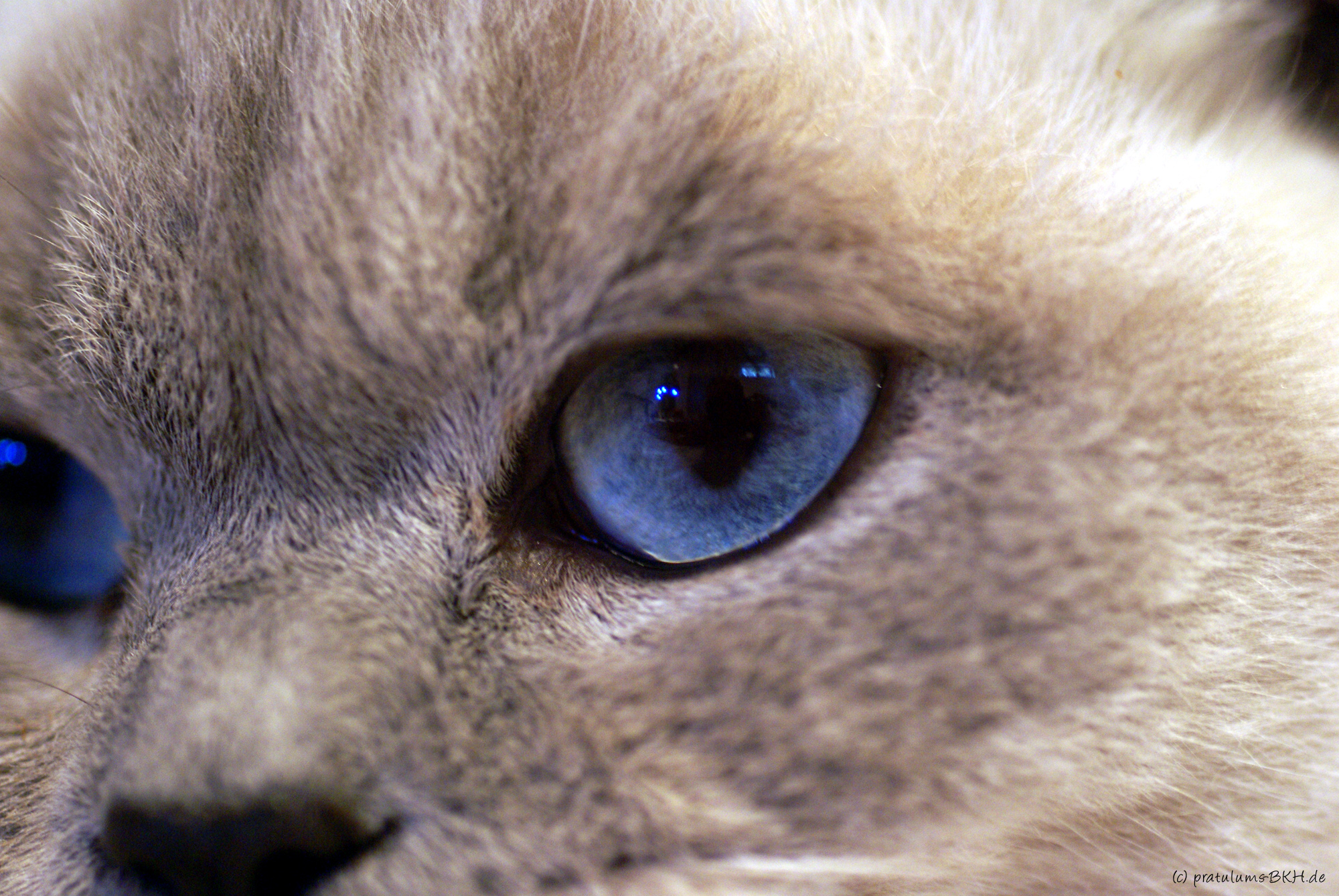
Ein gutes Beispiel für die blauen Augen der Colourpoint-Briten (Blue-point-Katze)
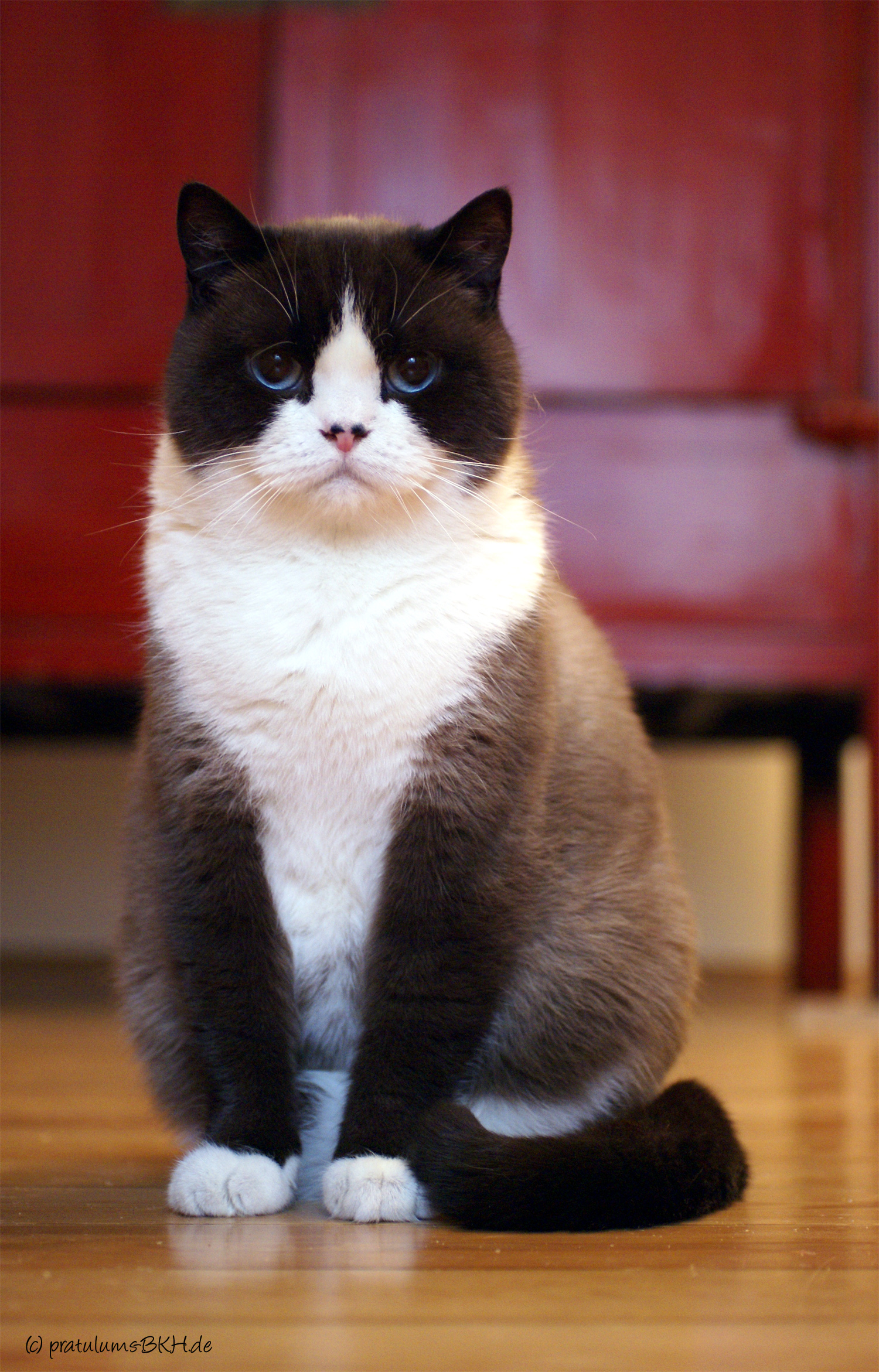
Eine BKH-Katze in der Farbe Seal-point-white mit sehr guter Farbaufteilung
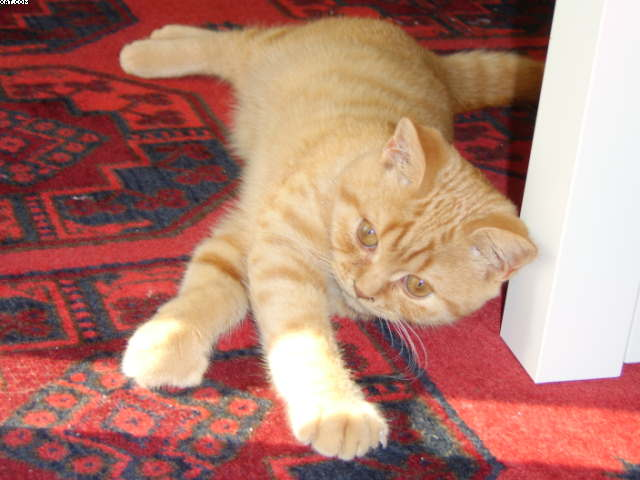
Roter BKH-Jungkater. Man erkennt meist leichte Streifen
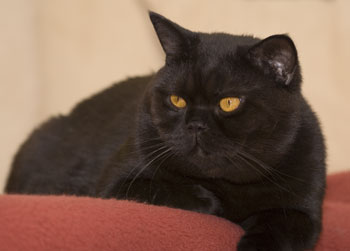
1 Jahr alter schwarzer BKH-Kater
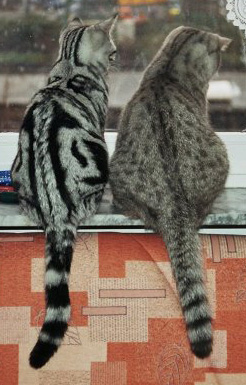
Classic und Spotted Tabby
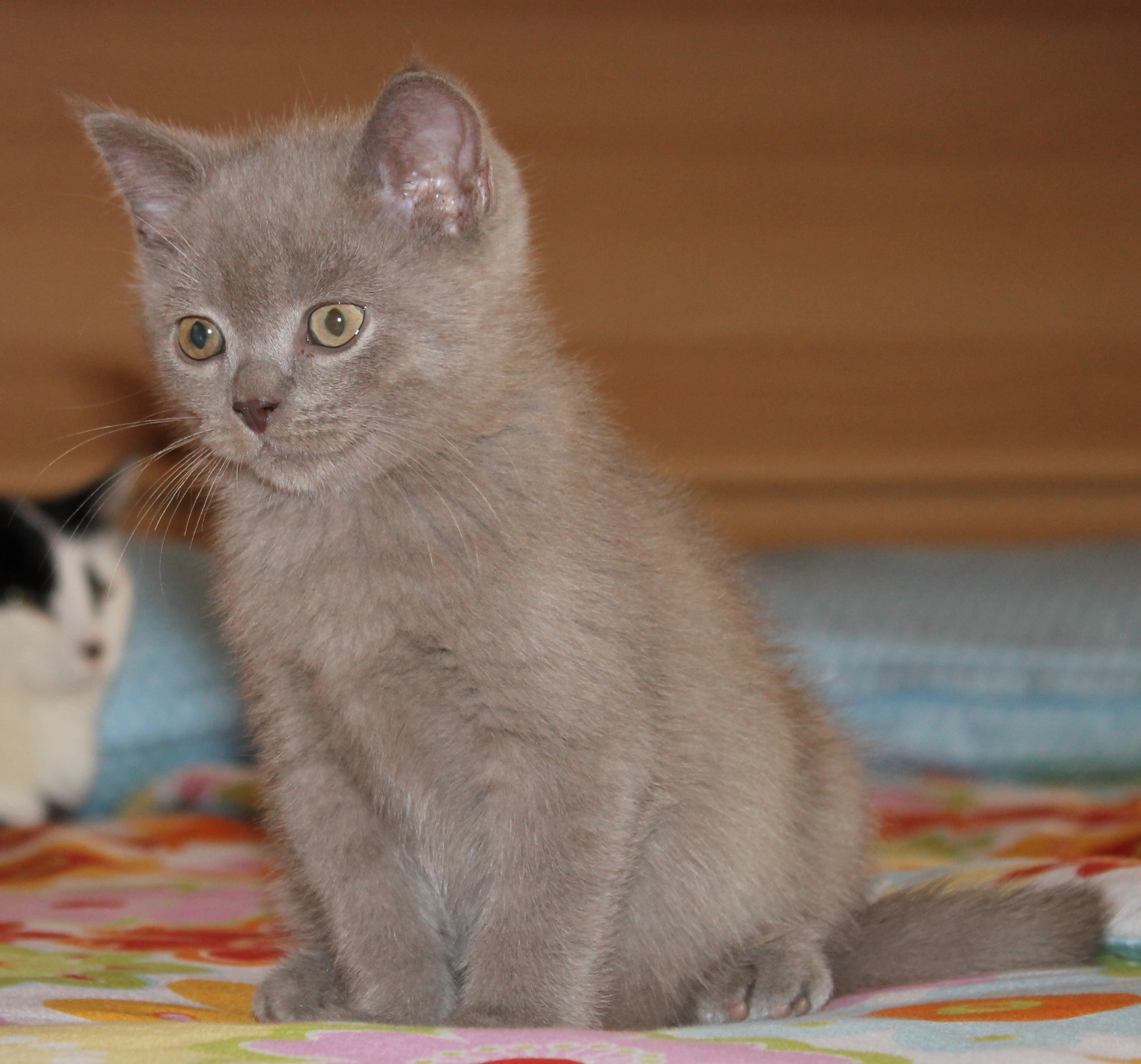
2 Monate alte BKH-Katze
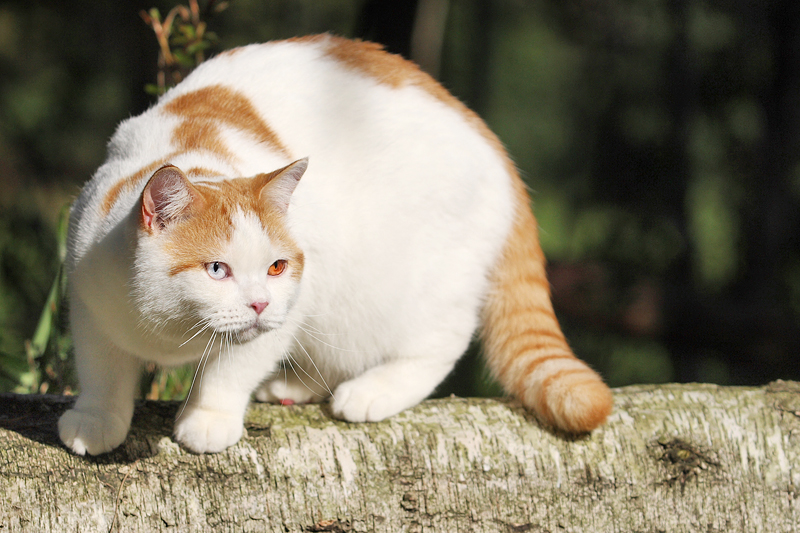
BKH-Kater, ein Jahr alt, in der Farbe red-white-Harlekin mit verschiedenfarbigen Augen (odd eyed)
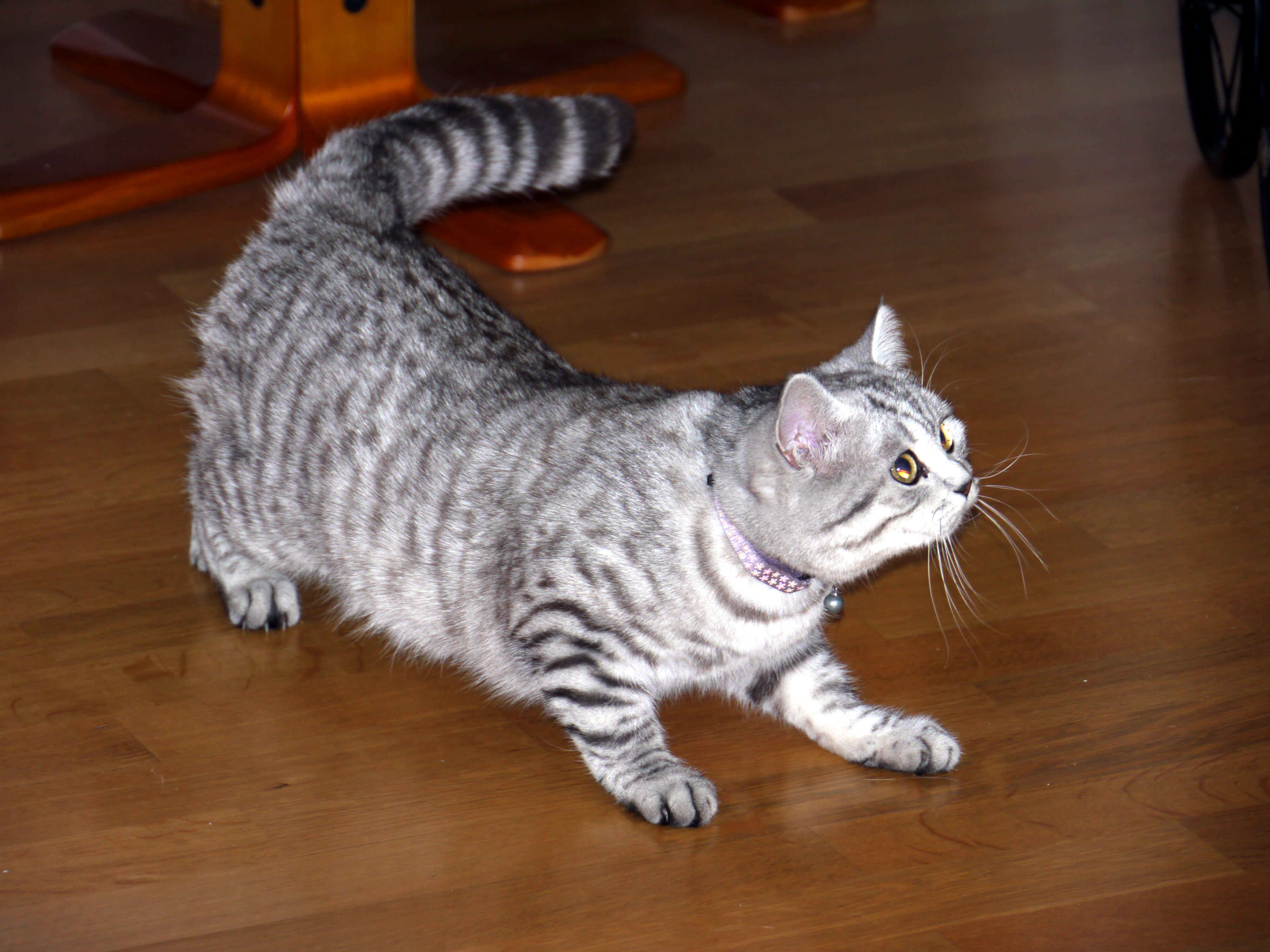
BKH-Weibchen, zehn Monate alt, in der Farbe black-silver tabby mackerel
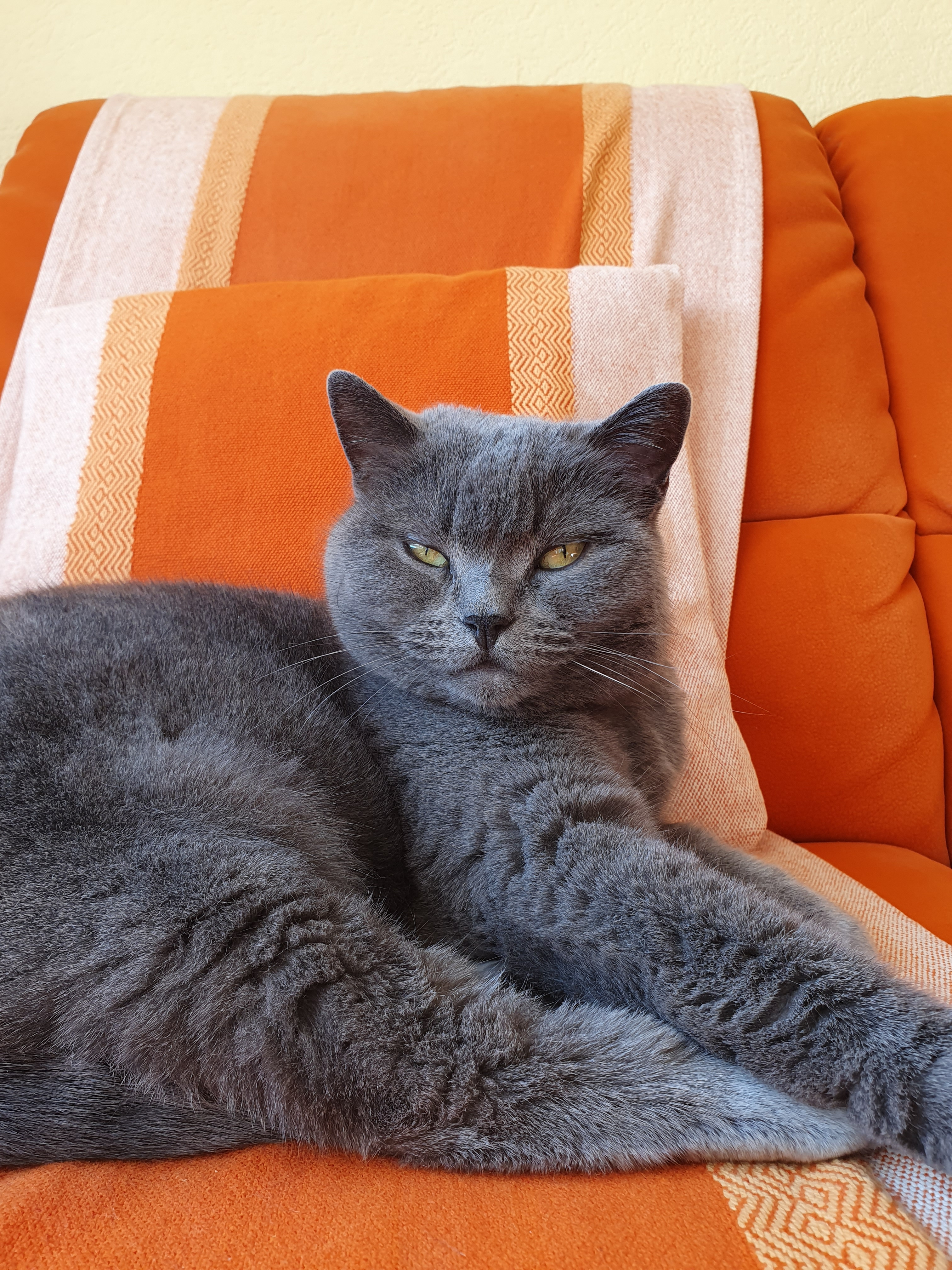
Eine 10 Jahre alte BKH-Katze